# 第1屆AKB48紅白對抗歌合戰
第一屆AKB48紅白對抗歌合戰（日語：第一回AKB48紅白対抗歌合戦）是日本組合AKB48在2011年12月20日於TOKYO DOME CITY HALL舉行的演唱會。

## 概要
2011年12月5日，AKB48官方網站首次宣佈舉行AKB48紅白對抗歌合戰，形式模仿NHK紅白歌合戰，將成員分為紅組和白組，然後輪流演唱。雖然表演樂曲均是AKB48本身、其姊妹組合或其衍生組合的歌曲，但本次比賽中成員都不會表演自己的歌曲，而是演唱其他成員、Team或組合的歌曲，並以每組表演14首歌來分勝負。12月15日，AKB48公佈分組成員名單，紅白兩組的隊長分別是高橋南和大島優子。演唱會在日本、香港、台灣、韓國和新加坡總共有113間電影院同時直播，並且同時在Google+和Youtube上直播。綜合主持人是堺正章和千野志麻，評判分別是三田佳子、神田Uno（神田うの）、森永卓郎、叶姊妹和野村克也。

## 參加成員

### 紅組（76）
- Team A（13）：岩佐美咲、大家志津香、倉持明日香、小嶋陽菜、篠田麻里子、高橋南（高橋みなみ）、高城亞樹、仲川遙香、中田千智（中田ちさと）、仲谷明香、前田敦子、前田亞美和松原夏海
- Team K（9）：秋元才加、內田真由美、梅田彩佳、田名部生來、中塚智實、仁藤萌乃、藤江丽奈（藤江れいな）、宮澤佐江和米澤瑠美
- Team B（11）：石田晴香、河西智美、北原里英、小林香菜、小森美果、佐藤堇（佐藤すみれ）、佐藤夏希、鈴木玛利亚（鈴木まりや）、近野莉菜、平嶋夏海、增田有華
- Team 4（3）：阿部玛利亚（阿部マリア）、入山杏奈、永尾玛利亚（永尾まりや）
- 研究生（8）：伊豆田莉奈、加藤玲奈、藤田奈那、小嶋菜月、名取稚菜、森川彩香、大森美優、佐佐木優佳里
- 16名NMB48成員
- 16名JKT48成員

### 白組（79）
- Team A（3）：多田愛佳、片山陽加和指原莉乃
- Team K（7）：板野友美、大島優子、菊地彩香（菊地あやか）、野中美鄉、松井咲子、峯岸南（峯岸みなみ）和橫山由依
- Team B（5）：柏木由紀、佐藤亞美菜、鈴木紫帆里、宮崎美穗和渡邊麻友
- Team 4（7）：市川美織、島崎遙香、島田晴香、竹内美宥、仲俁汐里、中村麻里子和山內鈴蘭
- 研究生（25）：小林茉里奈、川榮李奈、岩田華、薩伊德橫田繪玲奈（サイード橫田繪玲奈）、鈴木里香、高橋朱里、田野優花、平田梨奈、武藤十夢、相笠萌、雨宮舞夏、岩立沙穗、梅田綾乃、大島涼花、岡田彩花、北汐莉、北澤早紀、篠崎彩奈、高島祐利奈、長谷川晴奈、光宗薰、村山彩希、茂木忍、森山樱（森山さくら）和渡邊寧寧
- 16名SKE48成員
- 16名HKT48成員

## 過程
對戰前，AKB48子團體DiVA和no3b擔任特別前座女孩，分別演唱了《Lost the way》和《Pedicure day》（ペディキュアday），其中DiVA更宣佈追加6名新成員。開場曲是由白組成員指原莉乃演唱板野友美的歌曲《Dear J》，其後SKE48和NMB48分別演唱對方的單曲《Oh My God!》和《翡翠色的沙灘裙》，姊妹組合JKT48則首次在日本亮相，演唱印尼語版本的《想見你》，最後由大島優子和前田敦子分別演唱高橋みなみ的《愛的加速器》和松井玲奈的《枯葉車站》而結束。在等待評審結果公佈期間，成員們分別演唱了單曲《飛翔入手》（フライングゲット）、《無限重播》（ヘビーローテーション）、《風正在吹》（風は吹いている）、《崇尚麻里子》（上からマリコ）和《Everyday、髮箍》（Everyday、カチューシャ）。
| 白組 | 白組                                                                               | 白組                    | 紅組 | 紅組 | 紅組                |
| 次序 | 演唱成員                                                                           | 歌曲名稱                | 次序 | 演唱成員 | 歌曲名稱            |
| ---- | ---------------------------------------------------------------------------------- | ----------------------- | ---- | --- | ------------------- |
| 1    | 指原莉乃                                                                           | Dear J                  | 2    | 秋元才加 | Flower              |
| 3    | 高柳明音、島田晴香和竹內美宥                                                       | 制服的抵抗 （制服レジスタンス）         | 4    | 河西智美、藤江丽奈和仁藤萌乃 | 心愛的娜塔莎 （愛しきナターシャ）   |
| 5    | 島崎遙香、山內鈴蘭和光宗薰                                                         | 心型病毒 （ハート型ウイルス）           | 6    | 加藤玲奈、小嶋菜月、名取稚菜和森川彩香 | 沙灘的櫻桃 （渚のCHERRY）     |
| 7    | 松井玲奈、佐藤亞美菜和菊地彩香                                                     | 口對口的巧克力 （口移しのチョコレート）     | 8    | 佐藤堇、仲川遙香、阿部玛利亚和永尾玛利亚 | Blue rose           |
| 9    | SKE48                                                                              | Oh My God! （オーマイガー！）         | 10   | NMB48 | 翡翠色的沙灘裙 （パレオはエメラルド） |
| 12   | 柏木由紀、多田愛佳、宮崎美穗和野中美鄉                                             | 愛說愛說愛說的男人 （ペラペラペラオ） | 11   | 高城亞樹、宮澤佐江和北原里英 | 觸不到的唇… （唇 触れず…）    |
| 14   | 峯岸南、片山陽加和鈴木紫帆里                                                       | 雨珠鋼琴師 （雨のピアニスト）         | 13   | 倉持明日香和小森美果 | 禁忌的2人 （禁じられた2人）      |
| 15   | HKT48                                                                              | 手牽手 （手をつなぎながら）             | 16   | JKT48 | 想見你 （Aitakatta）         |
| 17   | 川榮李奈、高橋朱里、木本花音 木崎由里亚（木崎ゆりあ）、岩田華怜 田野優花和兒玉遙               | 裙襬飄飄 （スカート、ひらり）           | 18   | 入山杏奈、城惠理子、佐佐木優佳里和大森美優 | 玻璃般的我愛你 （ガラスの I LOVE YOU） |
| 19   | 市川美織、秦佐和子、須田亞香里 平田梨奈、武藤十夢、仲俁汐里 中村麻里子和小林茉里奈 | 雨中動物園 （雨の動物園）         | 20   | 山本彩、渡邊美優紀和山田菜菜 | 如能被你緊擁 （抱きしめられたら）   |
| 21   | 橫山由依和松井咲子                                                                 | 和你在一起的平安夜 （あなたとクリスマスイブ） | 22   | 增田有華、大家志津香、中田千智、岩佐美咲 小林香菜、石田晴香、鈴木玛利亚、佐藤夏希 平嶋夏海、近野莉菜、梅田彩佳、内田真由美 中塚智實、田名部生來、前田亞美、米澤瑠美 伊豆田莉奈、仲谷明香、藤田奈那和松原夏海 | 耶誕夜 （ノエルの夜）         |
| 23   | 板野友美                                                                           | 夜風的惡作劇 （夜風の仕業）       | 24   | 高橋南 | Beginner            |
| 25   | 渡邊麻友和松井珠理奈                                                               | 無望之淚 （てもでもの涙）           | 26   | 篠田麻里子和小嶋陽菜 | 隔壁的香蕉 （となりのバナナ）     |
| 27   | 大島優子                                                                           | 愛的加速器 （愛しさのアクセル）         | 28   | 前田敦子 | 枯葉車站 （枯葉のステーション）       |

## 結果
兩組的勝負由所有電影院觀眾的掌聲、Google+的「+1」數量、會場團扇的顏色數量、兩組的隊長和6位評判，總共11票來決定。香港的兩間MCL戲院由於衛星訊號接收不良而需要全額賠償給觀眾，並且無法提供結果。白組在電影院、Google+和會場團扇的顏色數量均勝出，兩組隊長則互相向對方投下一票，最終加上評判的票數，白組以7-4的比數勝出。

## DVD
演唱會的DVD於2012年3月28日由AKS發行，內有DVD兩張、20頁的小冊子一本和隨機3張生寫真。DVD以約6.8萬張的銷量登上Oricon公信榜DVD總合排行榜的首位，銷量比上一張DVD《AKB48 in a-nation 2011》的1.8萬張高出約4倍。因此AKB48獲得首位的DVD數目增至4作，包括2010年7月《逃走的魚兒們～單曲音樂影片集～》、2011年6月《AKB滿載～SUMMER TOUR 2011～》、2011年12月《AKB48 好嘞～出發嘍～！in 西武巨蛋》的特別BOX以及本作。

## 外部連結
- （日語）AKB48 紅白対抗歌合戦